# Luis Durán
Luis Edmundo Durán Riquelme (* 2. Juni 1979 in Valdivia) ist ein ehemaliger chilenischer Fußballspieler, der auf der Position eines Innenverteidigers eingesetzt wurde.

## Karriere
Luis Durán begann seine Profikarriere bei Deportes Linares und spielte bis 2006 bei verschiedenen chilenischen Vereinen. 2007 wechselte er nach Indonesien zum PS Mitra Kukar und setzte seine Karriere dort fort. 2008/09 lief er für Persis Solo auf und schloss sich 2009 Persita Tangerang an, für den er bis zu seinem Karriereende 2016 spielte. Nach seinem Karriereende als Spieler blieb er in Indonesien als Jugendtrainer von Persita Tangerang und übernahm 2023 und 2024 jeweils interimsweise das Traineramt des Profiteams.